# 베라트현

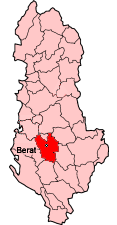
베라트 현의 위치

베라트현(알바니아어: Rrethi i Beratit)은 알바니아를 구성하는 36개 현 가운데 하나로, 현청 소재지는 베라트이며 면적은 915km2, 인구는 128,000명(2004년 기준)이다. 행정 구역상으로는 베라트 주에 속한다.